# Сонгкрасин, Чанатхип
Чанатхип Сонгкрасин (тайск. ชนาธิป สรงกระสินธ์; род. 5 октября 1993 года), также известный как Джей (тайск. เจ) — тайский профессиональный футболист, который играет за «Би Джи Патхум Юнайтед». Он также представляет сборную Таиланда.

## Клубная карьера

### «БЭК Теро Сасана»
Чанатхип попал в первую команду «БЭК Теро Сасана» по инициативе тренера Эндрю Орда, который также был его тренером в молодёжной команде. 6 мая 2012 года Чанатхип забил гол в матче чемпионата против «Порта», сделав вклад в победу своего клуба со счётом 2:0. В начале 2013 года Чанатхип получил предложение со стороны японского «Гамба Осака». В конце сезона он получил титул лучшего молодого игрока года.
В середине октября, в конце сезона 2013 года, «Симидзу С-Палс» из J-Лиги пригласил его на просмотр. В конце октября непосредственно генеральный директор «БЭК Теро Сасана» Роберт Прокурер сообщил, что немецкий клуб «Гамбург» пригласит Чанатхипа на просмотр по окончании сезона Бундеслиги 2014 года. Чанатхип мог стать вторым тайским игроком в Бундеслиге после Витхайи Лаохакула.

### «Муангтонг Юнайтед»
27 января 2016 года было объявлено, что Чанатхип вместе с двумя своими товарищами по команде присоединятся на правах сезонной аренды к «Муангтонг Юнайтед». 1 мая 2016 года Чанатхип забил свой первый мяч за «Муангтонг Юнайтед», на 18-й минуте, когда он забил единственный гол в матче с «Чонбури» с передачи Тристана До. Позднее «Муангтонг Юнайтед» выкупил Чанатхипа за неназванную сумму. Он помог своему клубу выиграть тайскую лигу и Кубок тайской лиги 2016 года.
В 2017 году Чанатхип Сонгкрасин хорошо сыграл на групповом этапе Лиги чемпионов АФК. В первых двух матчах против «Брисбен Роар» и «Касима Антлерс», в которых «Муангтонг Юнайтед» сумел набрать четыре очка, Чанатхип был признан игроком матча.

### Япония
В декабре 2016 года было объявлено, что летом 2017 года Чанатхип на полтора года присоединится на правах аренды к новичку J-Лиги «Консадоле Саппоро». 11 января 2017 года «Консадоле Саппоро» официально представил Чанатхипа Сонгкрасина своим новым игроком. Этот трансфер состоялся благодаря впечатляющей игре Чанатхипа на чемпионате АСЕАН 2016 года, скауты «Консадоле Саппоро» следили за ним несколько лет. Чанатхип провёл первую половину сезона 2017 года с «Муангтонг Юнайтед», а затем в июле 2017 года отправился в Саппоро, Япония.
26 июля 2017 года Чанатхип дебютировал за «Консадоле Саппоро» в матче Кубка J-Лиги против «Сересо Осака», заменив Рйоту Айясаку на 46-й минуте. 29 июля 2017 года он вышел в стартовом составе матча чемпионата против «Урава Ред Даймондс». Это был его первый матч в Лиге J1. Кроме того, он стал первым тайским футболистом в высшей лиге Японии. Раньше другие тайцы выступали только в полупрофессиональных и низших профессиональных дивизионах Японии. 2 марта 2018 года он забил свой первый гол в J-лиге — головой в ворота «Сересо Осака» (3:3).
13 июля 2018 года Чанатхип подписал полноценный контракт с «Консадоле Саппоро» до 1 февраля 2019 года.
3 декабря 2018 года, после того как «Консадоле Саппоро» занял самое высокое в своей истории, четвёртое место в лиге J1 2018 года, товарищи по команде признали Чанатхипа самым ценным игроком клуба в сезоне. После этого он попал в символическую команду сезона чемпионата, став первым футболистом из Юго-Восточной Азии, сделавшим это.
В январе 2022 года Чанатхип присоединился к «Кавасаки Фронтале» стоимость трансфера составила около 3,8 миллиона долларов, побив рекорд J-лиги по самому дорогому внутреннему трансферу. В марте 2022 года он отдал свою первую голевую передачу в матче против «Нагоя Грампус».

### Возвращение в Таиланд
В июне 2023 года Чанатхип вернулся в Таиланд, подписав контракт с «Би Джи Патхум Юнайтед».

## Международная карьера

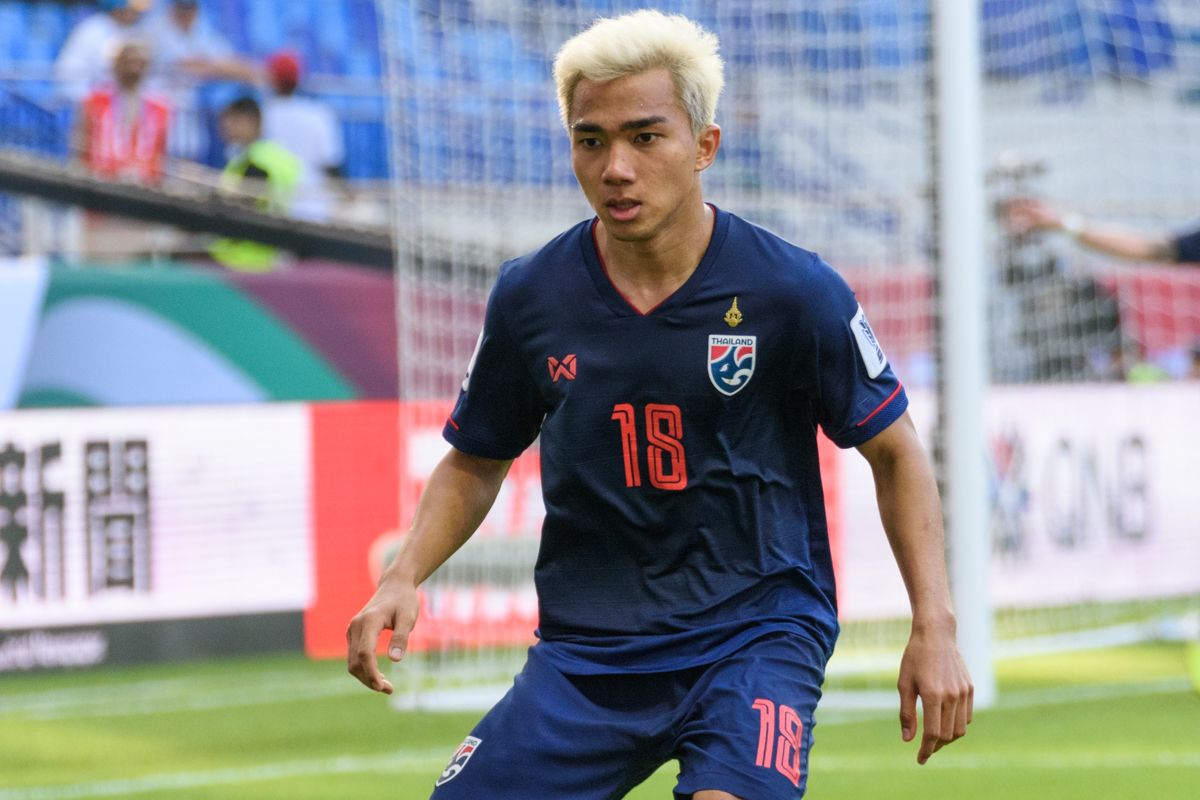
Чанатхип на Кубке Азии 2019

Чанатхип Сонгкрасин начал представлять Таиланд на международной арене в юношеской сборной, он принял участие в Кубке Азии U-19 2012 года.
В основную сборную Чанатхипа впервые вызвал главный тренер Винфрид Шефер перед Кубком короля 2012 года, на этом турнире игрок и дебютировал. В том же году он участвовал в чемпионате АСЕАН. В 19 лет он стал самым молодым игроком, которого вызвал Винфрид Шефер.
В феврале 2013 года он забил свой первый гол за основную сборную в матче против Кувейта в рамках квалификации Кубка Азии 2015 года, однако этот гол оказался лишь голом престижа, Кувейт выиграл со счётом 3:1. После этой игры Чанатхип забил ещё один гол в товарищеском матче против Китая.
Он представлял молодёжную сборную Таиланда в играх Юго-Восточной Азии 2013 года и Азиатских играх 2014 года.
В 2014 году Чанатхип был в составе сборной Таиланда на чемпионате АСЕАН. На турнире Чанатхип забил первый гол в победном полуфинальном матче с Филиппинами (3:0) и отдал голевую передачу на Криркрита Тавикарна в первом матче финала с Малайзией (победа 2:0). Он также забил последний гол во втором матче, обеспечив Таиланду трофей. Впоследствии он был признан лучшим игроком турнира и стал самым молодым MVP чемпионата в возрасте 21 года.
В мае 2015 года он был вызван в сборную на матч квалификации чемпионата мира 2018 года против Вьетнама. Также Чанатхип выиграл Игры Юго-Восточной Азии 2015 года с молодёжной сборной.
В декабре 2016 года Чанатхип снова привёл Таиланд к победе в чемпионате АСЕАН, пятому титулу его сборной. Он также снова был награждён титулом самого ценного игрока и стал первым футболистом, получавшим титул дважды.
В декабре 2018 года был вызван в сборную для участия в Кубке Азии 2019 года. Во втором матче на Кубке забил единственный победный гол за свою сборную в ворота Бахрейна.
В декабре 2021 года Чанатхип был назначен капитаном сборной Таиланда на чемпионате АСЕАН 2020 года, команда выиграла турнир в шестой раз в своей истории. Он также был признан самым ценным игроком турнира.

## Стиль игры
Чанатхип обычно выступает в роли плеймейкера, создавая голевые моменты для нападения. Он силён своей быстротой, ловкостью и дриблингом, может пройти до трёх противников за атаку. Чанатхип также владеет мощным и точным дальним ударом. Конгфоп Сонгкрасин, отец Чанатхипа и его первый тренер сказал, что пытался обучать сына стилю игры своего кумира, Диего Марадоны.